# Honor Harrington
Pour les articles homonymes, voir Harrington.
 (février 2020).
Si vous disposez d'ouvrages ou d'articles de référence ou si vous connaissez des sites web de qualité traitant du thème abordé ici, merci de compléter l'article en donnant les références utiles à sa vérifiabilité et en les liant à la section « Notes et références ».
Honor Stephanie Harrington est l'héroïne principale de la série de romans homonymes formant un vaste space opera (voir honorverse) composé par l’écrivain américain David Weber et se déroulant dans un univers futuriste en guerre.
Les romans d’aventures maritimes ont constitué une source d’inspiration non négligeable pour David Weber. C’est notamment la série « capitaine Hornblower » de Cecil S. Forester, retraçant les aventures d’un marin anglais pendant les guerres napoléoniennes, qui inspire à Weber la transposition des usages navals dans des affrontements spatiaux.
Cette série comprend plusieurs romans, traduits en français aux éditions L’Atalante. Il existe six recueils de nouvelles, dont deux traduits, se situant dans le même univers, écrits par différents auteurs (dont David Weber), et reprenant certains personnages. Ils permettent notamment d'approfondir l'univers présenté, et il y est fait référence dans la série principale. S'y ajoutent deux séries de romans dérivées se déroulant dans le même univers, écrites par David Weber, seul ou en collaboration avec d'autres auteurs de la maison d'édition Baen Books.

## Livres

### Série principale
1. Mission Basilic ((en) On Basilisk Station, 1993)
  - L’Atalante, coll. « La Dentelle du cygne », 1999, 496 p.  (ISBN 2-84172-103-5)
  - J'ai lu, 2006, 508 p.  (ISBN 2-290-34876-7)
  - L’Atalante, coll. « La Petite Dentelle », 2017, 539 p.  (ISBN 978-2-84172-812-1)
2. Pour l'honneur de la reine ((en) The Honor of the Queen, 1993)
  - L’Atalante, coll. « La Dentelle du cygne », 2000, 496 p.  (ISBN 2-84172-141-8)
  - J'ai lu, 2006, 510 p.  (ISBN 2-290-34875-9)
  - L’Atalante, coll. « La Petite Dentelle », 2017, 555 p.  (ISBN 978-2-84172-813-8)
3. Une guerre victorieuse et brève ((en) The Short Victorious War, 1994)
  - L’Atalante, coll. « La Dentelle du cygne », 2001, 448 p.  (ISBN 2-84172-179-5)
  - J'ai lu, 2007, 477 p.  (ISBN 2-290-35688-3)
  - L’Atalante, coll. « La Petite Dentelle », 2017, 489 p.  (ISBN 978-2-84172-828-2)
4. Au champ du déshonneur ((en) Field of Dishonor, 1994)
  - L’Atalante, coll. « La Dentelle du cygne », 2001, 464 p.  (ISBN 2-84172-192-2)
  - J'ai lu, 2007, 445 p.  (ISBN 2-290-35701-4)
  - L’Atalante, coll. « La Petite Dentelle », 2018, 475 p.  (ISBN 978-2-84172-843-5)
5. Pavillon de l'exil ((en) Flag in Exile, 1995)
  - L’Atalante, coll. « La Dentelle du cygne », 2002, 496 p.  (ISBN 2-84172-213-9)
  - L’Atalante, coll. « La Petite Dentelle », 2018, 553 p.  (ISBN 978-2-84172-853-4)
6. Mascarade silésienne ((en) Honor among Enemies, 1996)
  - tome 1 : L’Atalante, coll. « La Dentelle du cygne », 2003, 320 p.  (ISBN 2-84172-228-7)
  - tome 2 : L’Atalante, coll. « La Dentelle du cygne », 2003, 320 p.  (ISBN 2-84172-229-5)
  - L’Atalante, coll. « La Petite Dentelle », 2018, 688 p.  (ISBN 978-2-84172-859-6)
7. Aux mains de l'ennemi ((en) In Enemy Hands, 1997)
  - tome 1 : L’Atalante, coll. « La Dentelle du cygne », 2004, 352 p.  (ISBN 2-84172-265-1)
  - tome 2 : L’Atalante, coll. « La Dentelle du cygne », 2004, 288 p.  (ISBN 2-84172-266-X)
  - L’Atalante, coll. « La Petite Dentelle », 2018, 663 p.  (ISBN 978-2-84172-873-2)
8. La Disparue de l'enfer ((en) Echoes of Honor, 1998)
  - tome 1 : L’Atalante, coll. « La Dentelle du cygne », 2005, 496 p.  (ISBN 2-84172-310-0)
  - tome 2 : L’Atalante, coll. « La Dentelle du cygne », 2005, 448 p.  (ISBN 2-84172-311-9)
  - tome 1 : L’Atalante, coll. « La Petite Dentelle », 2018, 544 p.  (ISBN 978-2-84172-883-1)
  - tome 2 : L’Atalante, coll. « La Petite Dentelle », 2018, 473 p.  (ISBN 978-2-84172-884-8)
9. Les Cendres de la victoire ((en) Ashes of Victory, 2000)
  - tome 1 : L’Atalante, coll. « La Dentelle du cygne », 2007, 432 p.  (ISBN 2-84172-351-8)
  - tome 2 : L’Atalante, coll. « La Dentelle du cygne », 2007, 416 p.  (ISBN 2-84172-352-6)
  - tome 1 : L’Atalante, coll. « La Petite Dentelle », 2019, 464 p.  (ISBN 978-2-84172-887-9)
  - tome 2 : L’Atalante, coll. « La Petite Dentelle », 2019, 448 p.  (ISBN 978-2-84172-888-6)
10. Plaies d'honneur ((en) War of Honor, 2002)
  - tome 1 : L’Atalante, coll. « La Dentelle du cygne », 2007, 571 p.  (ISBN 2-84172-391-7)
  - tome 2 : L’Atalante, coll. « La Dentelle du cygne », 2007, 556 p.  (ISBN 2-84172-392-5)
  - tome 1 : L’Atalante, coll. « La Petite Dentelle », 2019, 637 p.  (ISBN 979-10-360-0005-8)
  - tome 2 : L’Atalante, coll. « La Petite Dentelle », 2019, 621 p.  (ISBN 979-10-360-0006-5)
11. Coûte que coûte ((en) At All Costs, 2005)
  - tome 1 : L’Atalante, coll. « La Dentelle du cygne », 2009, 560 p.  (ISBN 978-2-84172-486-4)
  - tome 2 : L’Atalante, coll. « La Dentelle du cygne », 2009, 560 p.  (ISBN 978-2-84172-487-1)
  - tome 1 : L’Atalante, coll. « La Petite Dentelle », 2019, 640 p.  (ISBN 979-10-360-0026-3)
  - tome 2 : L’Atalante, coll. « La Petite Dentelle », 2019, 624 p.  (ISBN 979-10-360-0027-0)
12. En mission ((en) Mission of Honor, 2010)
  - tome 1 : L’Atalante, coll. « La Dentelle du cygne », 2011, 416 p.  (ISBN 978-2-84172-563-2)
  - tome 2 : L’Atalante, coll. « La Dentelle du cygne », 2011, 416 p.  (ISBN 978-2-84172-564-9)
  - L’Atalante, coll. « La Petite Dentelle », 2020, 880 p.  (ISBN 979-10-360-0033-1)
13. L'orage gronde ((en) A Rising Thunder, 2012)
  - tome 1 : L’Atalante, coll. « La Dentelle du cygne », 2013, 320 p.  (ISBN 978-2-84172-623-3)
  - tome 2 : L’Atalante, coll. « La Dentelle du cygne », 2013, 304 p.  (ISBN 978-2-84172-624-0)
  - L’Atalante, coll. « La Petite Dentelle », 2020, 620 p.  (ISBN 979-10-360-0034-8)
14. Sans concession ((en) Uncompromising Honor, 2018)
  - tome 1 : L’Atalante, coll. « La Dentelle du cygne », 2020, 576 p.  (ISBN 979-10-360-0030-0)
  - tome 2 : L’Atalante, coll. « La Dentelle du cygne », 2020, 535 p.  (ISBN 979-10-360-0031-7)
  - tome 1 : L’Atalante, coll. « La Petite Dentelle », 2021, 608 p.  (ISBN 979-10-360-0095-9)
  - tome 2 : L’Atalante, coll. « La Petite Dentelle », 2021, 576 p.  (ISBN 979-10-360-0096-6)
15. (en) Toll of Honor, 2024

### SérieAutour d'Honor
Cette série est composée de recueils de nouvelles se déroulant dans l'univers d'Honor Harrington. Ces livres sont édités par David Weber.
1. Autour d'Honor, L’Atalante, coll. « La Dentelle du cygne », 2013 ((en) More than Honor, 1998), 352 p.  (ISBN 978-2841726295)
  - Une belle amitié ((en) A Beautiful Friendship) par David Weber
  - La Croisière héroïque ((en) A Grand Tour) par David Drake
  - Un parfum de mitraille ((en) A Whiff of Grapeshot) par Stephen Michael Stirling
  - L'Univers d'Honor Harrington ((en) The Universe of Honor Harrington) par David Weber
2. Les Mondes d'Honor, L’Atalante, coll. « La Dentelle du cygne », 2013 ((en) Worlds of Honor, 1999), 517 p.  (ISBN 978-2841726455)
  - Le Chat perdu ((en) The Stray) par Linda Evans
  - Le Prix des rêves ((en) What Price Dreams?) par David Weber
  - Le Gambit de la reine ((en) Queen's Gambit) par Jane Lindskold
  - Un retour difficile ((en) The Hard Way Home) par David Weber
  - Pilonnage d'artillerie ((en) Deck Load Strike) par Roland J. Green
3. Une aspirante nommée Harrington, L’Atalante, coll. « La Dentelle du cygne », 2014 ((en) Changer of Worlds, 2001), 480 p.  (ISBN 978-2841726806)
  - Une aspirante nommée Harrington ((en) Ms. Midshipwoman Harrington) par David Weber
  - Ceux par qui les mondes changent ((en) Changer of Worlds) par David Weber
  - Venus des montagnes ((en) From the Highlands) par Eric Flint
  - La Tombée de la nuit ((en) Nightfall) par David Weber
4. Au service du sabre, L’Atalante, coll. « La Dentelle du cygne », 2017 ((en) The Service of the Sword, 2003), 736 p.  (ISBN 978-2841728077)
  - Terre promise ((en) Promised Land) par Jane Lindskold
  - D'une pierre... ((en) With One Stone) par Timothy Zahn
  - Un vaisseau nommé Francis ((en) A Ship Named Francis) par John Ringo en coopération avec Victor Mitchell (en)
  - Partons pour Prague ((en) Let's Go To Prague) par John Ringo
  - Fanatique ((en) Fanatic) par Eric Flint
  - Au service du sabre ((en) The Service Of The Sword) par David Weber
5. (en) In Fire Forged, 2011
  - (en) Ruthless par Jane Lindskold
  - (en) An Act of War par Timothy Zahn
  - (en) Let's Dance! par David Weber
  - (en) An Introduction to Modern Starship Armor Design par Andy Presby
6. (en) Beginnings, 2013
  - (en) By the Book par Charles E. Gannon
  - (en) A Call To Arms par Timothy Zahn
  - (en) Beauty and the Beast par David Weber
  - (en) The Best Laid Plans par David Weber
  - (en) Obligated Service par Joelle Presby

## Univers d'Honor Harrington
L’univers d’Honor Harrington s'étend sur une bonne part de la galaxie, où s'affrontent principalement le Royaume stellaire de Manticore devenu au cours de l'histoire l'Empire stellaire de Manticore et la République populaire de Havre devenue la République du Havre. Havre enchaîne les conquêtes depuis 70 ans et rien ne semble pouvoir l'empêcher de conquérir Manticore, état relativement petit dont la position stratégique en matière commerciale devrait atténuer ses déficits chroniques. Ces entités politiques fictives s'inspirent de nombreux régimes politiques comme la période révolutionnaire française ou l'URSS. L'inspiration de l'auteur puisée chez Cecil S. Forester induit également des références aux guerres navales anglo-françaises du temps de la révolution française et du  premier Empire. Manticore est une monarchie parlementaire comme le Royaume-Uni du début du XIXe siècle, alors que Havre est en proie à des révolutions, inspirées du passage du régime monarchique français à la première république.
Le nom du président du Comité de Salut Public havrien est Robert S. Pierre (Maximilien de Robespierre), celui du chef du Service de Sécurité Oscar Saint-Just (Louis Antoine de Saint-Just). Le système politique havrien nécessite une refonte en raison de son caractère obsolète, rigide et instable. Ces bouleversements amènent Robert S. Pierre et Oscar Saint-Just à plonger leur patrie dans la Terreur. Cette transposition met aussi en parallèle deux modèles économiques opposés : le libéralisme anglo-saxon et l'interventionnisme socialo-communiste.
Si le premier tome se concentre essentiellement sur la présentation de l'équipage d'Honor et se déroule autour de la station de Basilic avec un rôle prépondérant accordé aux aspects militaires, les suivants explorent de plus en plus la dimension politique dont les enjeux s'entremêlent toujours davantage à la carrière d'Honor. Parallèlement à l'antagonisme Havre-Manticore, on découvre en effet la Ligue Solarienne, puissance dominante de la galaxie à la prospérité mais paralysée par des antagonismes de faction (s'inspirant plus ou moins de l'Union Européenne), et surtout Grayson dont le destin -comparable au Japon de l'ère Meiji- est de plus en plus prépondérant. Société théocratique, Grayson entre dans la modernité grâce à Honor qui la sauve d'abord des extrémistes de Masada et soutient ensuite la famille Mayhew sur la voie des réformes. Honor y obtient des titres de noblesse et un premier statut d'amiral, symbole d'un avancement social aussi visible sur Manticore. L'Univers s'étend aussi à certaines planètes de Havre, ainsi que dans le sixième tome à la brinquebalante Confédération Silésienne, davantage repaire de pirates que véritable état et sous l'influence de ses puissants
À partir de Coûte que coûte et dans les romans dérivés de la série autour du royaume de Torche et de l'amas de Talbot, l'univers se complexifie avec l'apparition d'une autre puissance manipulant la Ligue solarienne : l'Alignement mesan. À la fin du tome XII En mission, on assiste à l'édification d'une alliance entre Manticore, ses alliés et Havre contre  l'Alignement mesan. À la fin du tome XIII L'orage gronde, Beowulf quitte la Ligue solarienne pour rejoindre ce qui est désormais nommé La Grande alliance.

## Les navires
L'auteur transpose dans un monde futuriste l'évolution de l'armement naval entre le début et le milieu du XXe siècle. Les premiers titres définissent un cadre relativement bloqué où deux flottes de même force s'affrontent en deux lignes de file comme lors des batailles de cuirassés de la première guerre mondiale. Cette impression est renforcée par l’utilisation de tactiques typiques de la période, l’utilisation de Navires-Q (navires marchands transformés en navires de guerre et déguisés)…
Au fil du temps, leurs missiles et armes énergétiques sont supplantés par des modèles plus récents dotés de capacités de contre mesures électroniques (GE/CME) associés à une tactique de saturation des capacités de défense de la cible par l’utilisation de « pods de missiles ».
Le dernier tiers de la série voit l’apparition de vedettes rapides (équivalent des chasseurs), l’obsolescence rapide des anciens navires et la remise en cause de leur doctrine d’utilisation.
L’intérêt des batailles tient en partie dans la prise en compte de la troisième dimension et une utilisation assez correcte et cohérente de la physique, si tant est qu’on accepte les postulats de base. Par exemple, les navires diffèrent non pas par leur vitesse mais par leur capacité d’accélération. L’importance de la recherche est aussi bien mise en évidence et sa progression est intelligemment maîtrisée au fil des ouvrages.
Le recours à l'opposition qualité des navires / expérience des équipages contre quantité est souvent présente et le deus ex machina est parfois littéralement utilisé pour sauver la mise. Cette approche est une constante de l’œuvre de Weber où les héros de Manticore sont constamment moins nombreux mais plus avancés dans la recherche pure et dans son application technique.

## Féminisme
En campant une femme en situation de commandement, David Weber prend une posture de militant féministe. Les thématiques secondaires comme le viol (Mission Basilic, Pour l’honneur de la reine, Aux mains de l'ennemi et La Disparue de l'enfer), les relations de couple (Une guerre victorieuse et brève et Au champ du déshonneur) en attestent. Plus encore, si Havre et Manticore sont des sociétés totalement égalitaires, la description du choc entre ces deux sociétés avancées et Grayson, qui relègue les femmes à un rang inférieur et se fonde sur le patriarcat, est au cœur de bon nombre de problématiques culturelles. C'est le cas en particulier pour le Pavillon de l’Exil.
Cet aspect féministe doit immédiatement être nuancé car si le personnage du père biologique d'Honor est anecdotique, la figure du père spirituel, l'Amiral Courvoisier puis dans une moindre mesure, le Comte de Havre-Blanc, sont omniprésentes dans les premiers volumes.

## Religion
David Weber développe le thème religieux dès le second livre de la série, à travers le dogme de l'Église de l'humanité sans chaînes de Grayson et sa version intégriste sur Masada. Mais ce thème est essentiellement limité au cadre de ces deux cultures, et relativement peu développé dans le reste de son univers de fiction. Il se focalise aussi sur les relations et conflits entre une religion monothéiste d'inspiration chrétienne, et la technologie et son empreinte sur une société, ainsi que l'influence de la religion sur la place des femmes dans une culture patriarcale.
Grayson et sa population descendant de pèlerins débarqués dans un environnement hostile rappellent les Pilgrim Fathers américains et l'épisode du Mayflower. À travers Grayson, David Weber décrit une foi modérée par les réalités parfois très dures, qui sert de source de motivation pour les individus ou une culture pour faire face aux épreuves qu'ils affrontent. Au contraire, à travers Masada, Weber dénonce les conséquences catastrophiques et les massacres engendrés par une foi extrême qui nie les réalités au profit du dogme.
La religion est également sous-jacente à la personnalité même du personnage principal. La thématique de la culpabilité et du remords chez Honor Harrington est un trait de caractère que l'on retrouve dans tous les tomes. Elle est directement liée à la responsabilité et au commandement. Cet aspect rappelle l'influence protestante de l'auteur, et son œuvre s'approche de la philosophie développée par Max Weber. La prédestination en fait également partie, notamment au travers des références récurrentes aux années de formations d'Honor à l'école. Enfin, et toujours sur cet aspect, la fin cataclysmique des batailles spatiales frôle parfois le millénarisme.
Pour autant, David Weber ne représente pas de façon désobligeante d'autres cultures laïques, ou décrites comme farouchement athées, dans son univers de fiction. Leur absence de foi n'y est pas présentée comme une source de comportements pervers, destructeurs ou oppressifs, au contraire des intégristes religieux de Masada ou d'une minorité de Graysonniens qui ont fait le choix d'une foi dogmatique.

## Le personnage d'Honor Harrington
Honor Stephanie Harrington est un personnage fictif, l’héroïne éponyme d'une série de livres de science-fiction, se déroulant dans l’Honorverse.
Harrington sert en tant qu'officier dans une flotte spatiale connue sous le nom de Flotte royale manticorienne. Ce personnage rappelle deux amiraux réels, Lord Horatio Nelson et le capitaine Thomas Cochrane, ainsi que le personnage de fiction Horatio Hornblower. Comme Nelson, elle perd un œil et un bras au combat ; elle a les mêmes initiales qu'Hornblower ; et comme chacun de ces trois officiers, elle possède le génie du commandement tactique et devient une légende vivante en utilisant ses talents dans plusieurs engagements majeurs qui lui valent dans la presse le surnom de « la Salamandre » – car elle se retrouve apparemment toujours au cœur des batailles désespérées et cruciales.

### La jeunesse d'Honor
Honor est née le 1er octobre 3961 apr. J.-C. sur Sphinx, une de deux planètes habitées de l’étoile Manticore A du Royaume stellaire de Manticore. Elle est la fille du neurochirurgien Alfred Harrington et de la médecin/généticienne Allison Benedict-Ramirez y Chou Harrington.
Par son ascendance paternelle, elle est socialement un petit propriétaire (franc-tenancier) -- qui descend de la deuxième vague de peuplement du royaume et pas d'un membre de la noblesse, qui sont essentiellement descendants des premiers colons de Manticore.
Ses ancêtres paternels étaient des personnes génétiquement modifiées pour survivre dans des milieux ayant une pesanteur élevée. En particulier, elle porte la modification bêta de Meyerdahl, qui a été prévue pour adapter les humains ordinaires à la vie sur des planètes avec une pesanteur légèrement plus élevée que sur Terre. Mais à cause de ces gènes, elle est également insensible aux thérapies modernes ou aux greffes organiques, ce qui se révélera quelque peu problématique au cours de sa carrière.
Elle a été élevée dans la foi religieuse de la  troisième communion stellaire des missionnaires (reformée), mais n'est pas sensiblement religieuse.
Honor est l'une des rares personnes adoptées par un chat sylvestre de Sphinx (qu'elle a appelé Nimitz d’après l'amiral Nimitz de la marine océanique de la Terre), et elle a fortement contribué à la recherche sur eux. En conséquence, elle est devenue l'un des premiers experts en chats sylvestres.

### Carrière

#### Académie de la FRM
Harrington a suivi la formation d’officier de l'École spatiale de Manticore sur l'île de Saganami (Manticore) avant de devenir officier dans la Flotte royale manticorienne. (FRM).
Elle est l'un des meilleurs pilotes et tacticiens de la FRM. Efficace et rapide, ses résultats en mathématiques n'en sont pas moins médiocres. Cette différence lui a posé de réels problèmes à l'École pour apprendre à suivre son intuition.
Lors de sa formation sur l'île de Saganami, sa compagne de chambre était Michelle Henke, cousine de la reine Élisabeth III de Manticore. Timide et manquant de confiance en elle, Harrington a beaucoup appris sur le plan social de "Mike" Henke pendant ces années.
À l'École spatiale, elle est aussi Aide-instructeur de navigation à voile et membre de l'équipe de combat à mains nues (Au début de Plaies d'honneur, Honor Harrington est ceinture noire, huitième DAN, dans l'art martial du "coup de vitesse") et détient le record de planeur de l'École spatiale (à la fois pour l'altitude, le temps de vol, et les acrobaties), record demeuré invaincu (en date du dernier livre).
Pendant sa période à l'École spatiale, Harrington s'est attiré la haine d'un aspirant pervers et rustre, le jeune Pavel Young, héritier du titre de comte de Nord-Aven. Quand Young tente de la violer sous la douche, elle se défend et le blesse sévèrement. Nimitz avait été écarté au moyen d'un sédatif. Honteuse, elle cherche à dissimuler l'affaire au grand dam des responsables qui soupçonnent la vérité. Faute de preuve, Young échappe au renvoi et écope d'une simple réprimande. C'est le début d'une longue hostilité. Young mettra tout en œuvre pour nuire à Harrington.
Toutefois, il ne parvient pas à écarter Harrington. Mieux, elle obtient des succès fulgurants. En tant que stratège, son potentiel dépasse la norme. Elle est très vite remarquée et s'attire de puissants soutiens. Le premier étant l'un de ses instructeurs à l'École, le capitaine (plus tard amiral) Raoul Courvoisier, qui la pousse à persévérer et fait surgir son talent caché.

#### Situation au début des romans
Devenue capitaine de frégate, Harrington sort du célèbre Cours de perfectionnement tactique de la FRM, et obtient le poste de capitaine du croiseur léger HMS Intrépide. Ses succès à la station de Basilic lui valent une grande renommée dans la flotte et accélèrent son ascension hiérarchique. Par la suite, ses exploits lui valent une réelle reconnaissance et elle devient célèbre.
Officier exemplaire, elle gagne le respect de ses subordonnés, des alliés de Manticore (particulièrement les citoyens de la planète Grayson, qu'elle sauve d'une tentative de conquête coordonnée entre Masada et la puissante République populaire de Havre à plusieurs reprises), et même de ses adversaires. Cependant, elle se heurte parallèlement à des ennemis, aussi bien internes qu'externes, qui vont la faire souffrir.

#### Postes tenus
Pendant sa carrière Honor Harrington a tenu les postes suivants :
- Admise à l’École spatiale de la FRM à l'âge de dix-sept années T (terrestres) 
  - Membre de l'équipe de combat à mains nues de l’École spatiale
  - Aide-instructeur de navigation à voile.
- Aspirant, croiseur lourd HMS War Maiden (nouvelle "Ms. Midshipwoman Harrington" dans l'anthologie Une aspirante nommée Harrington, 2001)
  - Promue au poste d'officier tactique assistant temporaire
  - Confirmé en tant qu'officier tactique assistant, avec le grade temporaire d'enseigne de première classe)
- Maître de Navigation, frégate HMS Aigle Pêcheur
- Officier commandant, bâtiment d’assaut léger HMLAC 113
- Officier en second, croiseur lourd HMS Broadsword (nouvelle The Hard Way Home dans l'anthologie Les Mondes d'Honor, 1999)
- Officier tactique, supercuirassé NSM Manticore
- Commandant, contre-torpilleur HMS Aile-de-Faucon
- Commandant, croiseur léger HMS Intrépide (CL-56) (Mission Basilic, 2006)
- Commandant, croiseur lourd HMS Intrépide (CA-286) (Pour l’honneur de la reine, 2006)
- Commandant, croiseur de bataille HMS Victoire (BC-413), capitaine de pavillon de l'amiral Mark Sarnow, cinquième escadre de croiseurs, groupe Hancock 001 (Une Guerre victorieuse et brève, 2001)
- Commandant, première escadre de bataille, FSG. Officier supérieur en second de la FSG (Pavillon de l’Exil, 2002)
- Commandant, croiseur marchand armé HMMC Voyageur (Mascarade silésienne, 2 t., 2003)
- Membre de la commission de développement de l'armement de la FRM, rédige les conclusions de la Commission.
- Commandant la dix-huitième escadre de croiseurs, Huitième Force, FRM (Aux mains de l’ennemi, 2 t., 2004)
- Commandant de la « garnison » de la planète prison Hadès (La Disparue de l'enfer, 2 t., 2005)
- Commandant, Flotte spatiale élyséenne (La disparue de l'enfer, 2 t., 2005)
- Instructrice à l’École spatiale de Saganami, cours de perfectionnement en tactique, et commandant de l’École d’instruction tactique de la FRM (Les Cendres de la victoire, 2 t., 2007)
- Commandant, FSG, Escadre du Protecteur (1) (Plaies d'honneur, 2002)
- Commandant, base de Sidemore de la FRM , 1919 P.D (Plaies d'honneur, 2002)
- Commandant, Huitième Force, FRM (1), juillet 1920 P.D (Coûte que coûte, 2005)
- Commandant, HMS Insoumis (1), juillet 1920 P.D (Coûte que coûte, 2005)
- Commandant, faisant fonction, Première Force, FRM (2), août 1921 P.D (Coûte que coûte, 2005)
- Commandant, Huitième Force, FRM, décembre 1921 P.D (En mission, 2010)
- Commandant, "La Grande Flotte", Alliance Anti-Solarienne, 1922 P.D (L'orage gronde, 2012)

(1) commandements tenus simultanément lors du déroulement de Coûte que coûte
(2) faisant fonction à la conclusion de Coûte que coûte, la Huitième Force devenant la Première Force par défaut

#### Honor Harrington et la République populaire de Havre
La République populaire de Havre (RPH), l’a par le passé condamnée pour meurtre à la peine de mort, par contumace, et cela sur des charges montées de toutes pièces (suite aux faits se déroulant dans Mission Basilic). Elle n'a pas pris ceci au sérieux pendant de nombreuses années, jusqu'à ce qu'elle soit capturée par la flotte de la RPH.
La sadique ministre de l’Information Publique (c’est-à-dire de la propagande) de la RPH, Cordélia Ransom, l'a personnellement emmenée jusqu'à la planète prison secrète de la RPH (Hadès) où elle comptait la faire exécuter. Honor a été sauvée par ses camarades captifs et le vaisseau de Ransom (avec la ministre à son bord) a été détruit pour masquer leur évasion.
Pour éviter l'embarras, les subalternes de Ransom ont inventé un enregistrement visuel de l'exécution d’Honor. Tout le monde la croyant morte, des funérailles ont été organisées pour elle sur Manticore, et en même temps sur Grayson. Son cercueil vide a été enterré à côté des tombes pareillement vides d'Ellen D'Orville et d'Edouard Saganami dans la cathédrale de la capitale de Manticore. La Flotte spatiale graysonnienne (FSG) a donné son nom à une classe de ses supercuirassé et en dépit de ses protestations à son retour, il lui a été impossible d’annuler cette dénomination – à son grand embarras.

#### Situation à la fin deL'orage gronde
Le rang et les titres de Honor Harrington à la fin des événements inclus dans L'orage gronde :
- Commandant suprême des forces alliées,
- Amiral de la Flotte,
- Capitaine du HMS Unconquered,
- Colonel des fusiliers royaux
- Dame Honor Stephanie Alexander-Harrington,
- Seigneur Harrington,
- Duchesse Harrington,
- Comtesse de Havre-Blanc.

Son titre de comtesse de Havre-Blanc n’est pas certain, mais défendable.
Légalement, le seigneur Harrington et l’amiral Harrington sont simultanément deux personnes différentes, ce qui, avec l’intervention du ministère des Affaires étrangères de Manticore, soutenu par la Reine, lui permet d’être accompagnée sur des bâtiments de la FRM par ses hommes d’armes / gardes du corps.

### Traits particuliers
Elle possède et pratique avec un pistolet semi-automatique de calibre 45, réplique du colt M1911, une arme considérée comme anachronique par ses contemporains (l'armement conventionnel est le pulseur qui envoie des dards de petit calibre à une vitesse extrêmement élevée grâce à un système de propulsion gravitique). Son oncle, Jacques Chou, est un membre actif de la société pour l'anachronisme créatif et lui a enseigné le maniement de ce genre d’arme ancienne.
Honor a perdu un œil en défendant le Protecteur Benjamin Mayhew (le dirigeant de Grayson) lors d'une tentative d'assassinat. Elle l'a remplacé par un œil artificiel ayant des fonctions macroscopique et microscopique. En attendant la pose de cette prothèse et en de rares occasions (comme lors de sa capture  par le RPH), elle arbore un bandeau noir à la mode des pirates de l'ancienne Terre.
Lors de son évasion du Tepes, elle perdra le bras gauche qui sera remplacé par une prothèse. Son père lors de la conception de la prothèse y inclura une arme qui a une caméra intégrée et qui est reliée à son œil artificiel.

## Honor Harrington dans d'autres médias
- Un film sur Honor Harrington a été annoncé par Echo Valley Entertainment. Cependant, des informations ultérieures ont suggéré que ce serait plutôt une série de télévision, écrite et produite par Peter Sand.
- Un film sur Honor Harrington a été annoncé par Evergreen Films[2],[3]. La sortie était prévue à l'origine en 2016 et le script serait basé sur le second roman Pour l'honneur de la reine.
- Un jeu de plateau se déroulant dans l’univers d'Honor Harrington, intitulé Saganami Island Tactical Simulator (SITS), a été développé (en anglais) par Ad Astra Games.